# Tyresån
Tyresån est un fleuve côtier situé en grande partie dans le sud de l'agglomération de Stockholm, en Suède. La rivière prend différents noms dans les différentes sections de son cours, et le nom Tyresån désigne l'ensemble du bassin versant plus qu'une rivière particulière. Une trentaine de lacs sont situés dans son bassin versant, formant un ensemble souvent appelé Tyresåns sjösystem (système de lacs de la Tyresån), dont les plus importants sont Drevviken, Magelungen et Orlången. Le fleuve rejoint la mer Baltique au niveau du fjärd de Kalvfjärden, mais possède deux embouchures distinctes: la première est l'embouchure de Follbrinkströmmen située au niveau du château de Tyresö, la seconde est le moulin Uddby kvarn plus au sud. Environ 267 000 personnes vivent dans les 251 km2 que constituent le bassin versant, principalement la partie sud de la ville de Stockholm. Au total, les terrains artificiels constituent 49 % de la surface du bassin versant, le reste étant principalement des forêts (37 %). En partie du fait de ce haut taux d'urbanisation, l'état de la rivière est mauvais, avec en particulier un haut niveau d'eutrophisation, mais aussi une forte acidification. La rivière compte aussi de nombreux petits barrages sur son cours, régulant fortement son débit.